# Кецель
Кецель (также Кецел; венг. Kecel) — город на юге Венгрии, входит в состав медье Бач-Кишкун. Относится к Кишкёрёшскому ярашу.

## География
Кецель расположен на Среднедунайской низменности. Находится в центральной части медье Бач-Кишкун, на равнинной местности, на высоте 105 метров над уровнем моря.
Кецель расположен на расстоянии приблизительно 50 километров к югу от Кечкемета, административного центра медье, и на расстоянии 96 километров к югу от Будапешта, столицы страны.
Город занимает площадь 114,48 км², муниципалитет состоит из основной части и трёх небольших пригородных селений. В 6 км к западу от города пролегает канал Дуна-Вельдьи-Фёчаторна.

## История
В письменных источниках Кецель упоминается с 1198 года.

## Население
| Год  | Численность | Численность |
| ---- | ----------- | ----------- |
| 2013 | 8707        | [ 5 ]       |
| 2014 | 8646        | [ 6 ]       |
| 2018 | 8406        | [ 7 ]       |
| 2021 | 8220        | [ 8 ]       |
| 2022 | 7983        | [ 9 ]       |
| 2023 | 7932        | [ 10 ]      |
| 2024 | 7907        | [ 3 ]       |

По данным официальной переписи 2001 года, население Кецеля составляло 9 259 человек. Имеется тенденция к снижению численности населения. Динамика численности населения города:
| 1987  | 2001  | 2012  |
| ----- | ----- | ----- |
| 9 100 | 9 259 | 8 687 |

В этническом составе населения преобладают венгры (91,9 %), представлены также цыгане (2 %) и немцы (0,3 %).

## Религия
Большая часть жителей (78,1 %) исповедует католичество, 3,1 % — протестанты различных направлений, 3,1 % относят себя к другим церквям и деноминациям, 4 % не исповедуют религий. Религиозная принадлежность остальных 11,7 % жителей неизвестна или не определена.

## Транспорт
Город связан автотранспортным сообщением с крупными городами, действуют несколько автобусных маршрутов. Одноимённая железнодорожная станция находится в 3,5 км к северо-западу от Кецеля.